# Henry Nash Smith
Henry Nash Smith (* 29. September 1906 in Dallas, Texas; † 6. Juni 1986 in Nevada) war ein amerikanischer Kultur- und Literaturwissenschaftler. Er war einer der Mitbegründer der American Studies als eigenständiger akademischer Disziplin.
Sein Buch Virgin Land: The American West as Symbol and Myth (1950) wurde namensgebend für die Myth and Symbol School, die bis in die 1980er Jahre das Paradigma der American Studies vorgab. Es war die erste Ph.D.-Dissertation des History of American Civilization-Kurses der Harvard University und so kann seine Veröffentlichung als Geburtsstunde der Amerikanistik angesehen werden. Es hatte die kollektive Wahrnehmung des amerikanischen Westens im 19. Jahrhundert zum Thema. Smiths zog als Quellen unter anderem Groschenromane und anderes populärkulturelles Material heran.
Im bis heute häufig anthologisierten Aufsatz Can American Studies Develop a Method? (American Quarterly 9, 1957: 197-208) formulierte er eine einflussreiche Programmatik und Methodik der Myth and Symbol School.
Smith wurde 1965 in die American Academy of Arts and Sciences und 1981 in die American Philosophical Society gewählt. Er starb bei einem Verkehrsunfall in Nevada.

## Werke
- Virgin Land: The American West as Symbol and Myth, 1950
- Mark Twain of the Enterprise, 1957
- Popular Culture and Industrialism 1865-1890, 1967
- Democracy and the Novel, 1978.